# Zalesňování
Zalesňování (angl. afforestation) je zakládání lesních porostů umělou cestou: síjí nebo sadbou. Zahrnuje komplex zalesňovacích prací: příprava půdy, síje a sadba. Z hlediska vodohospodářského má zalesňování schopnost: zvětšení retenční schopnosti půdy, úpravu režimu podzemních vod, ochranu proti erozi, zlepšení klimatických podmínek apod. Zalesňování je aplikováno jak na půdy lesního typu, tak i na nelesní půdy (např. bývalé zemědělské půdy).
V lesních zákonech České republiky se majiteli lesa ukládá povinnost zalesnit holiny v co nejkratší době po jejich vzniku. V zájmu zvýšení a zkvalitnění produkce dřeva i ekologické stability lesa jsou podle zákona o lesích vlastníci lesa povinni pro zalesňování a obnovu používat pouze druhové, provenienčně a geneticky vhodné osivo a sazenice. Geneticky vhodným osivem se rozumí osivo sbírané pouze v lesních porostech, které vykazují nadprůměrnou hospodářskou hodnotu a dobrý zdravotní stav. Hlavní lesní dřeviny – smrk, borovici, modřín, douglasku, vejmutovku, buk a dub – je povoleno pěstovat ze semen, sazenic a řízků, pocházejících pouze z porostů uznaných pro sběr osiva, a také ze semenných plantáží. Provenienční vhodnost znamená odpovídající zeměpisný původ osiva, který je určen zeměpisnými oblastmi, vymezenými podle ekologických podmínek, a v jejich rámci pak vegetačními lesními stupni. Vlastník lesa je také povinen obnovovat lesní porosty stanovištně vhodnými dřevinami a vychovávat je včas a soustavně tak, aby se zlepšoval jejich stav, zvyšovala jejich odolnost a zlepšovalo plnění funkcí lesa. Ve vhodných podmínkách je žádoucí využívat přirozené obnovy; přirozené obnovy nelze použít v porostech geneticky nevhodných.

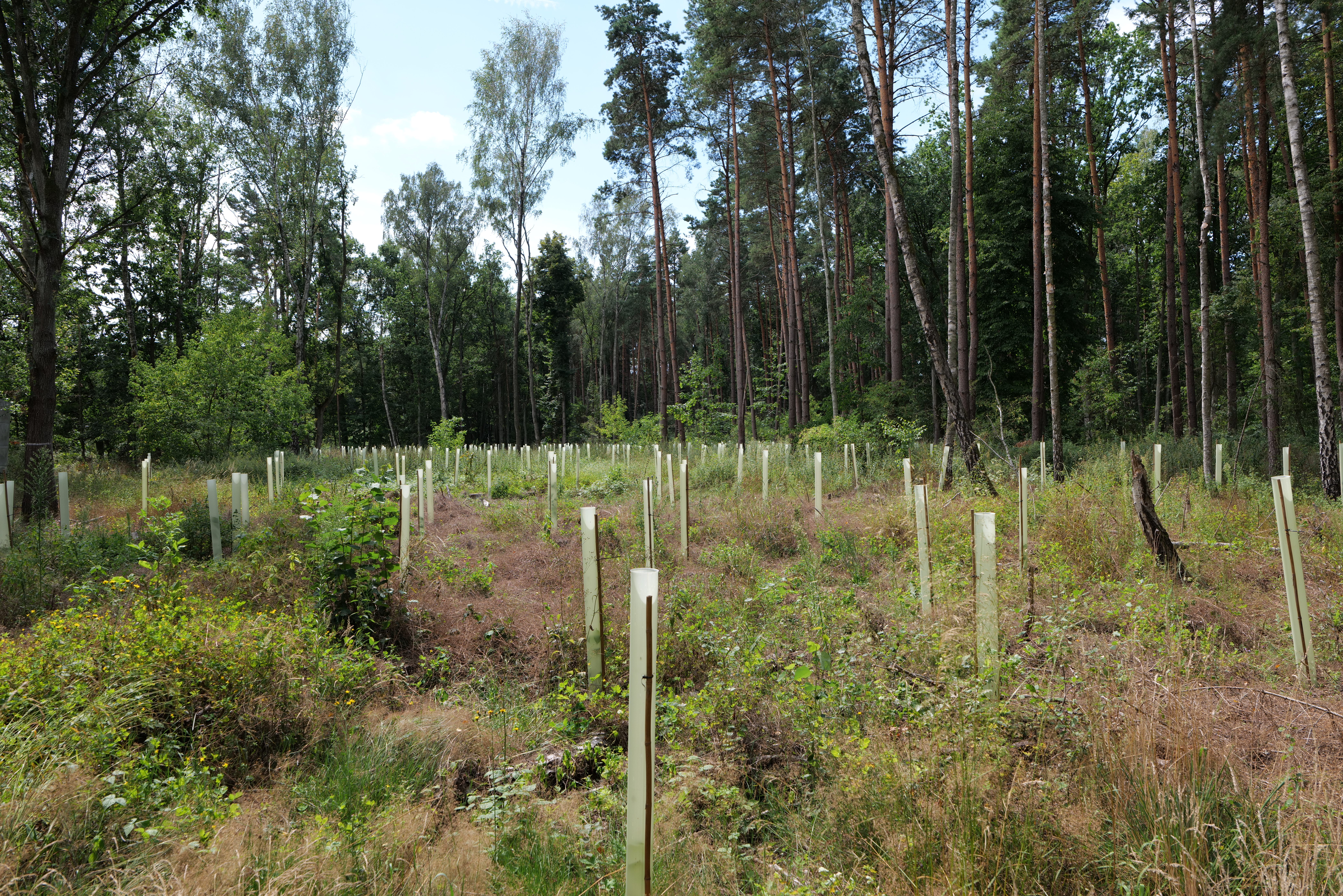
Zalesňování v oblasti Zimmersee (Německo)

## Druhy zalesňování
Zalesňování je proces, který v přírodě probíhá pomocí létajících semen i přirozeným způsobem (tzv. zmlazení). Umělé zalesňování je činnost, která má kromě hlavního cíle (výsadba lesa) také další benefity.
Účel zalesňování může být:
- zvětšení retence území (horské oblasti) – Jedná se o zalesňování ploch na předělech a příkrých úbočích, nežádoucích teritorií porušujících celistvost lesního komplexu. Využívá se pro vytvoření souvislých okrajových porostních pásů tam, kde je retenční schopnost nynějších lesních porostů. Zvláště nutné je pečovat o udržení porostů kosodřeviny nad hranicí hospodářského lesa a jejich rozšiřování. Tento účel nejlépe splňují porosty: smíšené, jehličnolistnaté, z dřevin hlubokokořenných i mělkokořenných. Takové, které prokořeňují půdní profil, vytvářejí živný humus a umožňují pronikání vody do spodních půdních vrstev; čímž zvětšují zásoby podzemní vody a umožní půdní odtok.
- protierozní (příkrá území) – Jedná se o zalesnění souvislé větší nebo menší plochy, která je při delimitaci půdního fondu vyloučena z dosavadního zemědělského obhospodařování kvůli přímému ohrožení erozí. Pro dosažení nejrychlejšího protierozního účinku nově zalesněných porostů je nutné zvolit typy kultur s velkou účastí lokálně vhodných keřů zajišťujících rychlé krytí půdy a vytvoření množství mechanických překážek zabraňujících povrchovému odtoku vody. Tento typ zalesňování urychluje tvorbu nadložního humusu a zasakování vody do půdy.

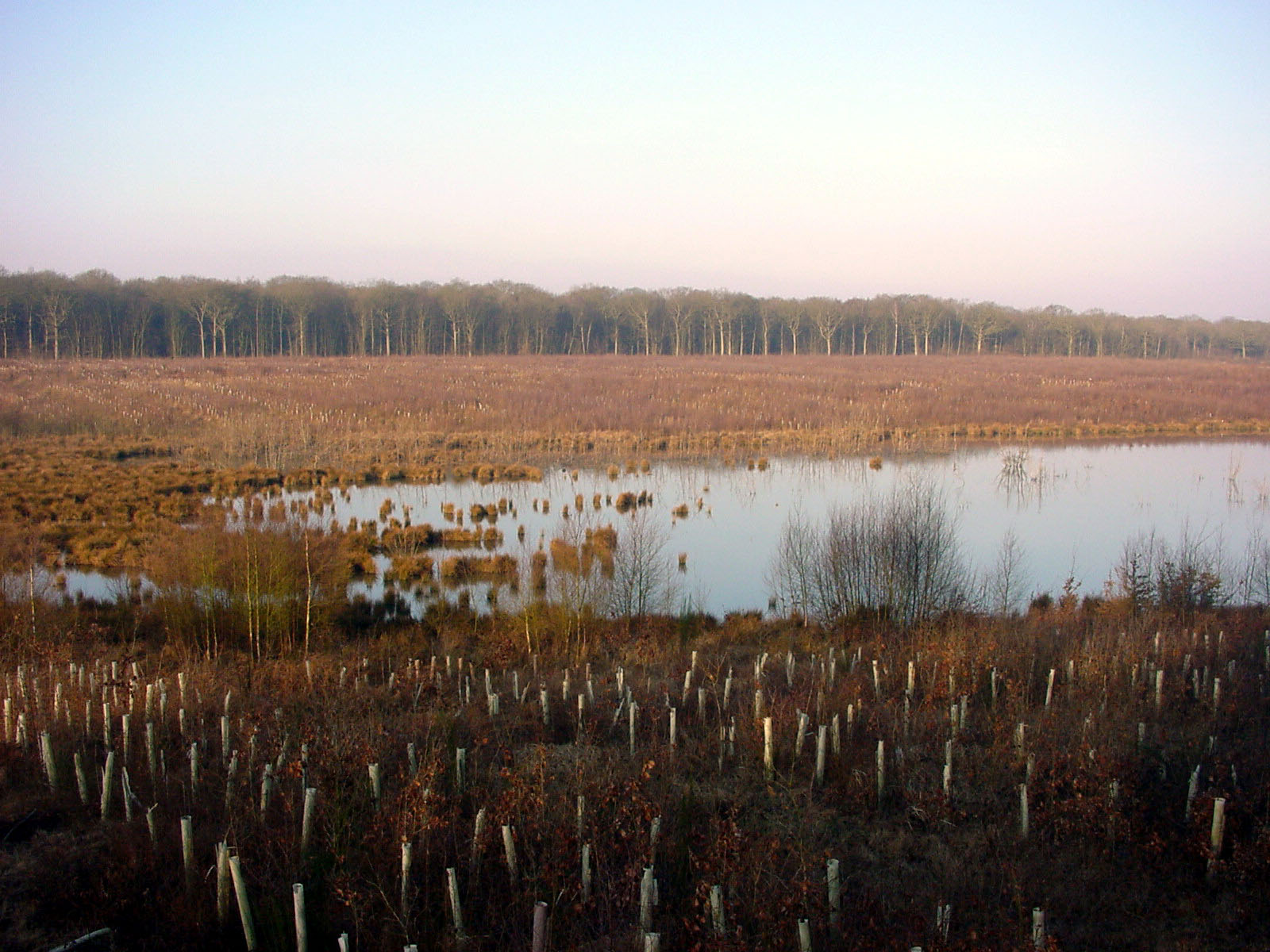
Zalesnění v Rihoult-Clairmarais u Saint-Omer (Sever Francie)

- zalesňování kamenných sutí – Tento typ zalesňování je těžce uskutečnitelný bez předběžných technických opatření znemožňujících pohyb sutí. Pohybu sutí nejúčinněji zabraňuje vysoký listnatý les, který snáší poškození pohybujícími se kameny. Je nejen odolnější než les jehličnatý, ale také má v důsledku výmladnosti listnáčů hustší porost.
- zalesňování lavinových drah – Zde je také nutno technicky předejít tvorbě a pohybu lavin dostatečnými předběžnými opatřeními. Proti lavinám poskytuje nejvyšší ochranu les jehličnatý, hustý, mladý. Porostní zábrany proti lavinám je nutné v ohrožených územích zřizovat i nad hranicí hospodářského lesa. V nejvyšších polohách je pro tento typ zalesňování vhodný: kleč a limba, v rozmezí hospodářského lesa: smrk, modřín a jedle, jako příměs listnáčů lze využít: jeřáb (vyšší polohy) a javor klen (nižší polohy). Meliorační dřevinou vhodnou i do vysokých poloh je olše zelená, poskytující ochranu cenným dřevinám.
- zalesňování erodovaných půd – Volba způsobu zalesňování erodovaných půd stejně jako volba dřevin se řídí stupněm erodovanosti a vysušení půd, půdním druhem, mocností půdního krytu, úrodností půdy, polohou, exposicí a klimatickými podmínkami. Podle stupně pokročilosti eroze zde mohou být zakládány porosty různého druhu - od porostů cílových dřevin až po osázení nejméně náročnými pomocnými dřevinami. Při volbě typů kultur nutno počítat s keři – působí nejúčinněji při zastavení erozních procesů, krytí půdy a zlepšení podmínek pro náročnější dřeviny (viz protierozní zalesňování).

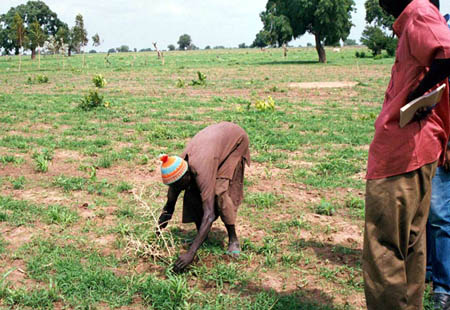
Zalesňování v Senegalu (západní Afrika)

- zalesňování svahových sesuvů – Zalesňování v Senegalu (západní Afrika)Při porušení rovnováhy (např. porušení dna toku, podemletí) lze území zalesnit pouze, pokud byly sesuvy vyrovnány na přirozený úhel sklonitosti příslušné oblasti a nejedná-li se o příliš nesoudržnou zeminu. Jinak je nutné provést technické zpevnění svahů (záplety, terasování, opěrné zdi aj.). Umělé vyrovnání i technické zpevnění jsou finančně náročné úkony, proto existuje i možnost odsunutí trasy toku od sesuvu. Pro zalesnění takového území se používají dřeviny dobře vázající vodu, dobře snášející mechanické poškození a s dobrou výmladností, tedy především listnáče.
- zalesňování sváživých území – Po prvotní stabilizaci území technickými úpravami (především odvodnění) a urovnání povrchu (či jeho zpevnění, vyrovnání sesuvu, zastavení pohybu půdy) či zatravnění, se k následnému zalesnění sváživých území používají především hlubokokořenné dřeviny. Pro pěstování vysokého lesa lze využít jen plochy mírně skloněné, prudší svahy je nutné nejprve obhospodařovat jako les výmladkový. Nejpříkřejší polohy je doporučeno osázet keři a stromy nižšího vzrůstu.
- zalesňování krasových půd – Tento typ zalesnění je nákladný a pracný, proto je nutné pečovat o přirozené porosty na těchto územích. Pro zalesnění krasových půd jsou vhodné dřeviny snášející dobře půdní sucho (např. borovice černá či dub šipák, muk či babyka). Z keřů se na nejsušší stanoviště hodí např. dřín či ptačí zob. Ve vyšších polohách je vhodný modřín a při vyšší vzdušné vlhkosti smrk či douglaska, z listnáčů javor mléč a klen.
- zalesňování strží – Zalesňování strží postupuje od zahrazeného a naneseného dna, které je oživeno vzrostlými vegetačními přepážkami a zpevněními. Dobrých výsledků zde lze dosáhnout při použití vlhkobytných dřevin: vrby, olše, topoly. Na suchých půdách ve dně se vysazuje: dub, jilm, javor mléč, z keřů: líska, zimolezy, tavolníky aj. Na písčité půdy se hodí: borovice, z keřů: rakytník, hlošina.

## Produkce, počet sazenic a spotřeba osiva

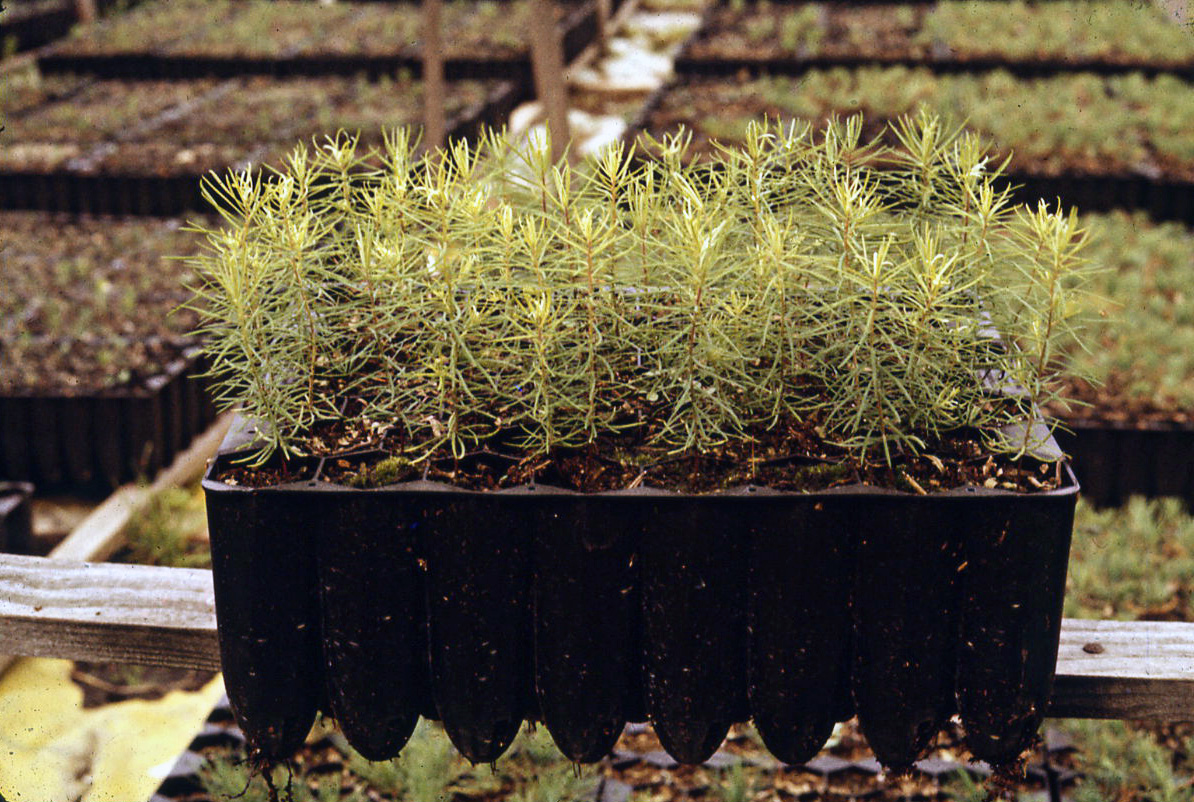
Jedle douglaska (Pseudotsuga) v kontejneru určená pro zalesňování

Na produkci semen a sazenic existuje v ČR Sdružení pěstitelů sadbového materiálu lesních dřevin. Lesní semenářství je obor lesnické činnosti, jehož cílem je zajistit geneticky vysoce hodnotné a kvalitní osivo pro obnovu nebo zakládání lesních porostů. Lesní školkařskou činností se dle definice Sdružení pěstitelů sadbového materiálu lesních dřevin rozumí soustavná činnost zabývající se pěstováním sadebního materiálu lesních dřevin určeného pro umělou obnovu lesa a zalesňování, popřípadě pro lesnické rekultivace, výsadbu lesních dřevin na zemědělskou půdu a ozeleňování krajiny.
Počet sazenic na zalesňovanou plošnou jednotku (hektar, ar) se volí na základě druhu dřeviny, stanoviště, druhu a vyspělosti sazenic, a podle imisně ekologické situace. Z počtu sazenic na jednotku plochy se odvozuje jejich průměrný rozestup, v závislosti na použitém sponu sazenic (uspořádání sazenic na ploše). Spon může být pravidelný (vyjádřený geometrickým obrazcem, který sazenice vytvářejí), nebo nepravidelný. Pravidelný spon je kvůli péči a údržbě preferovaný, zatímco nepravidelný nalezneme v náročnějších terénech, kde překážky zabraňují pravidelnému výsevu.
Rámcově doporučený počet sazenic na 1 ar (= 100 m2) se odvozuje na základě druhu dřeviny, stanoviště (např. horské polohy, nižší polohy, lužní stanoviště), typu sazenic (prostokořenné a krytokořenné) a typu sponu (čtvercový, trojúhelníkový, obdélníkový či pětníkový). Doporučený počet sazenic je udáván v rozpětí (např. smrk – horské polohy – prostokořenné sazenice: 30 až 40 sazenic) a závisí také na výškové třídě sazenic, ohrožení imisemi a v pozdějším věku sněhem či větrem.

## Počasí a jeho vliv na zalesňování
Lesní hospodářství musí reagovat na mnohé faktory a změny, které se v přírodě odehrávají. V posledních letech se začíná čím dál výrazněji projevovat nepopíratelná klimatická změna, která je v rámci Evropy charakterizována především výraznými extrémy počasí. Jsou to převážně extrémní bouřky, extrémní vedra, nebývale teplé zimy a nerovnoměrné rozložení srážek v průběhu roku. Ačkoli se úhrn srážek za rok se na území ČR nemění, jejich distribuce v průběhu roku a jejich forma doznává velkých změn. Značným problémem je nezdar zalesnění způsobený teplotními extrémy a nedostatkem srážek v průběhu léta. Vlhké jaro je následováno horkým a suchým létem a tato skutečnost se stává v posledních letech pravidlem, přičemž škody na zalesnění stoupají. Územně se však míra poškození vlivem teplotních extrému liší. Na lesním hospodářství se odráží především stav půdy ovlivněný obdobími sucha, která se zde vyskytují. Mimořádně rozsáhlé sucho v podstatě na celém území České republiky bylo v letech 2000, 2003, 2012, 2015, 2017, 2018. V některých letech se vyskytovalo sucho na menších územích, např. v roce 2007 na jižní Moravě. Plošné sucho bylo i v létě 2019  a na jaře 2020.
Rozšíření kůrovce (lýkožrout smrkový) také vlivem suchých let vedlo k nárůstu těžby kůrovcového dřeva, což má za následek vznik většího počtu holin v rámci lesů na českém území, tedy i nutnost zalesňování větší plochy než v letech minulých. Státní podnik Lesy ČR, který vlastní na území ČR téměř polovinu lesních ploch, sází pestrou směs dřevin, která odpovídá podmínkám konkrétního místa. Za rok 2021 bylo vysazeno o třetinu více sazenic než v roce předcházejícím. Lesy nové generace mají být odolnější vůči změnám klimatu i škůdcům. V nižších polohách podnik sází především duby doplňované například lípou, habrem nebo javorem, ve středních polohách pak směsi buku, jedle, modřínu i smrku spolu s jasany i javory. Do horských oblastí patří smrk s bukem, jeřábem či javorem klenem. Ve vlhčích lokalitách se daří olším, na sušších místech s nižší zásobou živin borovicím.

## Dopady na klima
Zalesňování přispívá ke zpomalení globálního oteplování. Snižuje obsah CO2 (oxid uhličitý) v atmosféře a vnáší do ní více O2 (kyslík). Stromy jsou pohlcovači uhlíku a prostřednictvím fotosyntézy odstraňují CO2 z atmosféry a přeměňují jej na biomasu. Obecně změna lesních porostů však může ovlivnit klimatický systém prostřednictvím biofyzikálních účinků. V roce 2011 publikovali kanadští vědci studii o vlivu zalesňování na hladinu CO2 v atmosféře. Ve své studii dospěli k závěru, že zalesňování bude mít jen malý vliv na globální oteplování klimatu, protože tmavé lesy mají relativně nízkou odrazivost (tzv. albedo), tj. odrážejí jen málo slunečního záření. V tropech by bylo zalesňování třikrát účinnější než v mírných a vysokých zeměpisných šířkách, protože tam rostliny rostou rychleji a proto fixují obzvláště velké množství CO2. 
Jedním z dalších dopadů je vliv na režim oblačnosti. Za dopady ve změně oblačnosti jsou považovány: změna hydrologického cyklu, vliv na bilanci toků záření z povrchu a na povrch a na samotné planetární albedo (viz výše). V 67 % zkoumaných oblastí na celém světě by zalesňování zvýšilo nízkou oblačnost, což by mělo mít na planetu ochlazující účinek. Účinek tohoto jevu závisí na typu lesa, zejména v Evropě, kde jehličnaté lesy vytvářejí více oblačnosti než lesy listnaté.
Zalesňování přináší i další ekologické výhody, mimo jiné zvyšuje kvalitu půdy a obsah organického uhlíku v půdě, zabraňuje erozi a rozšiřování pouští. Výsadba stromů v městských oblastech má schopnost snížit znečištění ovzduší tím, že stromy absorbují a filtrují znečišťující látky, kromě CO2 také oxid uhelnatý, oxid siřičitý a ozón.
Již několik let je pozorován masivní úbytek lesních ploch (odlesňování), zejména v tropických lesích Jižní Ameriky, Afriky a jihovýchodní Asie. Například v Indonésii dochází k odlesňování především kácením původních lesů; vznikají zde plantáže palmy olejné.

## Seznam programů zaměřených na zalesňování ve světě
- Trees for the Future (TREES)[17]
- Zelená zeď (Čína)[18]
- Velká zelená zeď Sahary a Sahelu (GGWSSI)[19]
- Liman (Izrael)[20]
- Wald der deutschen Länder (Německo)[21]
- Plant-for-the-Planet[22]
- The Green Belt Movement (Keňa)[23]
- Barrage vert (Alžírsko)[24]
- AFR100 (the African Forest Landscape Restoration Initiative)[25]